# Larry Smith (basket-ball)
Pour les articles homonymes, voir Larry Smith et Smith.
Larry Smith (né le 18 janvier 1958 à Rolling Fork, Mississippi) est un ancien joueur américain de basket-ball et actuellement entraîneur.

## Biographie
Intérieur issu de l'université d'État d'Alcorn, Smith passa 13 saisons (1980 à 1993) en NBA, jouant pour les Warriors de Golden State, les Rockets de Houston et les Spurs de San Antonio. Smith fut nommé dans la NBA All-Rookie Team en 1981 et fut l'un des meilleurs rebondeurs de la ligue des années 1980. Il compila 9,2 rebonds et 25,9 minutes de temps de jeu par match en moyenne dans sa carrière.
Il devint ensuite entraîneur assistant aux Rockets en 1993-1994 et 1994-1995, lors de la conquête des deux titres de champions NBA.
Après avoir été entraîneurs des Anaheim Arsenal et entraîneur assistant des Austin Toros lors de la saison 2006-07 de NBA Development League, Smith fut engagé en tant qu'entraîneur assistant des Los Angeles Sparks en WNBA pour la saison 2008.
Le 8 mai 2008, il fut annoncé que Larry Smith était nommé entraîneur de l'équipe de Alcorn State University.